# Tom Geißler
Tom Geißler (* 12. September 1983 in Oschatz) ist ein ehemaliger deutscher Fußballspieler.

## Karriere
In seiner Jugend spielte Geißler für den FSV Oschatz und den VfB Leipzig. 2000 wechselte er zum FC Sachsen Leipzig, mit dem er in die Fußball-Regionalliga aufstieg. In der Winterpause der Saison 2003/04 verpflichtete ihn der Zweitligist Wacker Burghausen.
2005 wechselte Geißler für 250.000 Euro zum Bundesligisten 1. FSV Mainz 05. Unter Trainer Jürgen Klopp kam er zu 15 Einsätzen als Einwechselspieler – er stand nie in der Startaufstellung. Durch die Verpflichtung von Mimoun Azaouagh sank die Chance weiter, in Mainz Spielpraxis zu erhalten. So wurde Geißler für die Saison 2006/07 an den Zweitligisten FC Erzgebirge Aue ausgeliehen. Im Mai 2007 unterschrieb er dann einen Zweijahresvertrag bei den Erzgebirgern. Er kam auf 24 Einsätze in der Saison 2007/08 und belegte mit Aue am Saisonende einen Abstiegsrang. Durch den Abstieg wurde sein Vertrag hinfällig.
Daraufhin wechselte er zur Saison 2008/09 zum VfL Osnabrück und blieb dadurch in der zweiten Liga. Hier konnte Geißler jedoch wegen einiger Verletzungen nicht sein volles Leistungspotenzial abrufen und absolvierte nur acht Ligaspiele, in denen er einen Treffer erzielte. Osnabrück belegte am Saisonende den drittletzten Tabellenplatz und musste damit in die Relegation gegen den SC Paderborn. Geißler stand bei beiden Spielen auf dem Platz, beide Spiele gingen mit 0:1 verloren und Osnabrück stieg aus der 2. Bundesliga ab.
Er verließ in der Sommerpause Osnabrück und schloss sich dem Zweitligisten TuS Koblenz an. Geißler spielte in der Saison 2009/10 23-mal für Koblenz und belegte mit der Mannschaft den vorletzten Tabellenplatz. Er stieg damit zum dritten Mal in drei Jahren aus der zweiten Liga ab.
Er verließ Koblenz und unterschrieb beim Regionalligisten RB Leipzig. Für RB Leipzig lief er in zwei Saisons in 51 Ligaspielen auf und erzielte dabei drei Tore. Der avisierte Aufstieg in die 3. Liga wurde durch einen vierten und einen dritten Tabellenplatz jeweils verpasst. Nach zwei Jahren verließ Geißler Leipzig und schloss sich dem Konkurrenten der Regionalliga Nordost FC Carl Zeiss Jena an. In Jena erhielt er einen Zweijahresvertrag. Am Ende der Saison 2012/13 erreichte er mit der Mannschaft den zweiten Tabellenplatz mit 14 Punkten hinter RB Leipzig.
Ab Sommer 2015 spielte er beim SSV Markranstädt in der Oberliga Süd des NOFV. Im Sommer 2016 beendete Geißler seine aktive Karriere in Markranstädt. Heute führt der ehemalige Fußballprofi ein eigenes Café in Leipzig.